# Ель-Чичон
Ель-Чичон, також відомий як Чичонал (Chichonal), є діючим вулканом у Франциско-Леон, північно-західний Чіапас (Мексика). Ель-Чичон є частиною геологічної зони, відомої як вулканічної дуги Чіапанекан. Ель-Чичон - це комплекс куполів із туфовим кільцем, що утворилися з виверженого вулканічного матеріалу. Комплекс розташований між Трансмексиканським вулканічним поясом і вулканічною дугою Центральної Америки. Виверження Ель-Чичон відбулося в 1982 році; до цього активності не було приблизно з 1360 р., хоча в літературі є дискусія щодо ймовірного виверження, яке сталося в прибл. 1850.
Ель-Чичон особливо відомих завдяки виверженню 1982 року. Трохи менше ніж за тиждень вулкан, який розглядали як сплячий, вивергався тричі (29 березня, 3 квітня та 4 квітня, тип виверження плінінський). Під час виверження в атмосферу було вивільнено значну кількість діоксиду сірки та пірокластичного матеріалу. Хоча загальний масштаб виверження був набагато меншим, ніж знамените виверження Пінатубо в 1991 році, вплив Ель-Чичона був настільки ж значним на глобальний клімат. Ель-Чичон часто ігнорують у порівнянні з іншими історичними виверженнями, але події 1982 року дають важливі уроки щодо підготовки до вулканічних катастроф і впливу вулканів на клімат.

## Виверження 1982 року
Виверження вулкана Ель-Чичон у 1982 році стало найбільшою вулканічною катастрофою в історії сучасної Мексики. Потужні вибухові виверження магми з високим вмістом сірки та ангідриту зруйнували лавовий купол на вершині та супроводжувалися  пірокластичними потоками та хвилями, які спустошили територію площею близько 8 км навколо вулкана. Всього було повністю знищено 9 сіл, загинуло 1900 осіб. Утворився новий кратер шириною 1 км і глибиною 300 м, який тепер містить кисле кратерне озеро. Території навколо були вкриті попілом  потужністю до 40 см. Виверження вплинуло на площу понад 24 тис. км2 сільської місцевості, спустошивши посіви кави, какао, бананів і ферми великої рогатої худоби. Виверження спричинило утворення природних дамб уздовж річки Ріо-Магдалена, спричинило лахари, які зруйнували ключову інфраструктуру. Вважається, що загальний збиток, завданий виверженням 1982 року, становить 55 мільйонів доларів США  (що еквівалентно 132 мільйонам доларів у сучасних доларах США).

### Відсутність підготовки
Після останнього великого виверження вулкана Ель-Чичон минуло понад 600 років, і мало хто усвідомлював небезпеку вулкана. Більшість припускали, що це сплячий вулкан або згаслий. Протягом 1980 і 1981 років землетруси відчувалися в навколишніх регіонах, і геологи склали карту небезпеки регіону, виділяючи ризики. Жодного збільшення активності моніторингу не спостерігалося.

### Вплив клімату
Це було виверження VEI-5, яке викинуло в стратосферу 7 мільйонів тонн діоксиду сірки та 20 мільйонів тонн пірокластичного матеріалу, які обігнули Землю за три тижні. Кількість діоксиду сірки можна порівняти з 20 мільйонами тонн виверження вулкана Пінатубо в 1991 році.
Виверження відбулося саме тоді, коли почалося Ель-Ніньйо 1982–1983 років; через це кілька вчених припустили, що виверження Ель-Чичона спричинило Ель-Ніньйо. Однак кліматичне моделювання та детальні дослідження минулих вивержень та Ель-Ніньйо показали, що немає правдоподібних теорій, які б пов’язували ці дві події, і що час був випадковим збігом. В результаті одночасного виверження та Ель-Ніньйо клімат відчув на собі вплив обох, що ускладнило розділення їх впливу на температуру. Як правило, вулканічна подія викликала б глобальне похолодання, особливо в літні місяці, однак похолодання не спостерігалося в перший рік після виверження Ель-Чичон, оскільки Ель-Ніньйо спричинив велике компенсаційне потепління. Кліматичні наслідки також спричинили зимове потепління, яке спостерігалося на континентах північної півкулі в 1982 і 1983 роках, з підвищенням температури над Північною Америкою, Європою та Сибіром. Протягом тієї ж зими на Алясці, в Ґренландії, на Близькому Сході та в Китаї спостерігалися нижчі температури, ніж зазвичай, підкреслюючи регіональні відмінності. Вважається, що ця зміна є результатом впливу вулканічних аерозолів на атмосферні вітри, включаючи Арктичне коливання.

## Властивості попелу
Відклади попелу в околицях вулкана змінюються залежно від відстані від вулкана, оскільки частинки попелу відрізняються за розміром. Це проблематично, оскільки зразки попелу збираються з землі, щоб виміряти оптичні та хімічні властивості, які також змінюватимуться залежно від відстані від вулкана. Тому можна виміряти лише певні відповідні параметри для зразків, зібраних із повітря чи землі. Однак деякі зразки представляють більший інтерес, ніж інші. Таким чином, найважливіші зразки - це ті, що знаходяться далі від вулкана (80 км, 100 км, ) через те, що вони з найбільшою ймовірністю досягнуть стратосфери. Зокрема, 80-ті км один показав схожість із зразками стратосферного попелу.

### Хімічні властивості
Для проб попелу знайденого близько 100 км від вулкана виявлено наявність розчинних і нерозчинних компонентів.
Водорозчинними компонентами, присутніми в найвищій концентрації, є Ca 2+ і SO 4 2−. Були також сліди Na +, K +, Mg 2+, HCO 3 - і Cl -.
Нерозчинна частка складається здебільшого з SiO 2 (приблизно 59%) і Al2O3 (приблизно 18%) разом із незначними кількостями (менше 5%) інших компонентів, таких як CaO, Na2O та Fe2O3.

### Оптичні властивості
Для хмари Ель-Чичон оптична глибина була виміряна приблизно на 0,3 приблизно в середній видимій довжині хвилі.
Уявна частина показника заломлення, що описує ослаблення випромінювання для 80 км вибірки, коливається від 0,004 до 300 нм і 0,001 при 700 нм. Виходячи з цих результатів, реальна частина показника заломлення стратосферного попелу Ель-Чичон оцінюється приблизно в 1,52, тоді як очікується, що уявна частина буде трохи меншою, ніж виміряна для наземних зразків.

## Дивіться також
- Список вулканів Мексики

## Подальше читання
- The Disaster of El Chichón. National Geographic. Т. 162, № 5. November 1982. ISSN 0027-9358. OCLC 643483454.

## зовнішні посилання
- El Chichón. Global Volcanism Program. Смітсонівський інститут. (англ.)
- Photo of El Chichón in March 1981, prior to eruption